# Neophytos Masouras
El Reverendísimo Neophytos, Metropolitana de Morphou, es el actual titular del Santo Obispado de Morphou.

## Vida del religioso
Nació el 21 de enero de 1962 en el pueblo de Pano Zodia. 
Después de la escuela primaria asistió a los tres primeros grados de la educación secundaria en el Gymnasium de Morphou. Debido a la invasión turca, completó su educación secundaria en 1979 en el Gymnasium de la Acrópolis de Nicosia. 
Se graduó en la Facultad de Derecho de la Universidad de Atenas en 1985 y permaneció en Grecia hasta 1987. Durante este período, conoció a personalidades espirituales de la Iglesia Ortodoxa. Uno de ellos, el Padre Iacovos Tsalikis, fue su confesor y el que le inspirará en los ideales monásticos. 
Obedeciendo a la orientación perspicaz de reverente Padre Iacovos, regresó a su país natal a principios de 1987. Luego se unió al monasterio de Agios Georgios en Larnaca como hermano lego.
El 27 de diciembre de 1987 fue ordenado diácono por el Reverendísimo Metropolitano de Kition, Crisóstomo. 
Durante 1990-1993 se desempeñó como miembro del Tribunal Eclesiástico del Obispàdo de la Kition. 
En 1988, se matriculó en la Facultad de Teología de la Universidad de Atenas, donde se graduó en 1993. 
El 19 de diciembre de 1993 fue ordenado presbítero y archimandrita del Monasterio de Agios Georgios Kontos por el Reverendísimo Obispo de Kition, Crisóstomo. 
Entre 1996 y 1998 se desempeñó como miembro del Consejo Thronal de Kition Obispado. 
El 22 de agosto de 1998 fue elegido por el clero y el pueblo obispo de Morphou. Fue ordenado obispo y entronizado el 13 de septiembre de 1998 sobre la residencia temporal del obispado de Morphou en Evrychou.

## Actualidad
Actualmente se desempeña como Obispo de Morphou.
- Datos: Q11790582